# Goniodoris
Goniodoris Forbes & Goodsir, 1839 è un genere di molluschi nudibranchi della famiglia Goniodorididae.

## Tassonomia
Il genere comprende le seguenti specie:
- Goniodoris aspersa Alder & Hancock, 1864
- Goniodoris barroisi Vayssière, 1901
- Goniodoris brunnea Macnae, 1958
- Goniodoris castanea Alder & Hancock, 1845
- Goniodoris citrina Alder & Hancock, 1864
- Goniodoris felis Baba, 1949
- Goniodoris joubini Risbec, 1928
- Goniodoris kolabana Winckworth, 1946
- Goniodoris meracula Burn, 1958
- Goniodoris mercurialis Macnae, 1958
- Goniodoris mimula Er. Marcus, 1955
- Goniodoris modesta Alder & Hancock, 1864
- Goniodoris nodosa (Montagu, 1808)
- Goniodoris ovata Barnard, 1934
- Goniodoris petiti Crosse, 1875
- Goniodoris punctata Bergh, 1905
- Goniodoris sugashimae Baba, 1960
- Goniodoris violacea Risbec, 1928

Sono inoltre state descritte le seguenti entità, di dubbia validità tassonomica:
- Goniodoris flavidula Bergh, 1873 (nomen dubium)
- Goniodoris regalis Forbes, 1844 (nomen dubium)
- Goniodoris tenerrima Forbes, 1844 (nomen dubium)

### Sinonimi obsoleti
Le seguenti specie, in precedenza attribuite a questo genere, sono state poste in sinonimia:
- Goniodoris atromarginata(Cuvier, 1804) sinonimo di Doriprismatica atromarginata (Cuvier, 1804)
- Goniodoris bennettiAngas, 1864 sinonimo di Hypselodoris bennetti (Angas, 1864)
- Goniodoris coelestisDeshayes in Fredol, 1865 sinonimo di Felimare orsinii (Vérany, 1846)
- Goniodoris crosseiAngas, 1864 sinonimo di Hypselodoris obscura (Stimpson, 1855)
- Goniodoris daphneAngas, 1864 sinonimo di Goniobranchus daphne (Angas, 1864)
- Goniodoris elegans(Cantraine, 1835) sinonimo di Felimare picta (Schultz in Philippi, 1836)
- Goniodoris erinaceus Crosse in Angas, 1864 sinonimo di Atagema intecta (Kelaart, 1859)
- Goniodoris festivaAngas, 1864 sinonimo di Mexichromis festiva (Angas, 1864)
- Goniodoris glabraBaba, 1937 sinonimo di Goniodoris joubiniRisbec, 1928
- Goniodoris godeffroyana(Bergh, 1977) sinonimo di Risbecia godeffroyana (Bergh, 1977)
- Goniodoris loringiAngas, 1864 sinonimo di Goniobranchus loringi (Angas, 1864)
- Goniodoris marieiCrosse, 1872 sinonimo di Mexichromis mariei (Crosse, 1872)
- Goniodoris montrouzieriCrosse, 1875 sinonimo di Dendrodoris nigra (Stimpson, 1855)
- Goniodoris obscuraStimpson, 1855 sinonimo di Hypselodoris obscura (Stimpson, 1855)
- Goniodoris splendidaAngas, 1864 sinonimo di Chromodoris splendida (Angas, 1864)
- Goniodoris trilineataA. Adams & Reeve, 1850 sinonimo di Mexichromis trilineata (A. Adams & Reeve, 1850)
- Goniodoris tryoniGarrett, 1873 sinonimo di Hypselodoris tryoni (Garrett, 1873)
- Goniodoris verrieriCrosse, 1875 sinonimo di Goniobranchus verrieri (Crosse, 1875)
- Goniodoris verrucosaCrosse in Angas, 1864 sinonimo di Thordisa verrucosa (Crosse in Angas, 1864)
- Goniodoris whiteiA. Adams & Reeve, 1850 sinonimo di Hypselodoris whitei (A. Adams & Reeve, 1850)